# Van Ness–UDC (Metro de Washington)
Van Ness–UDC es una estación subterránea en la línea Roja del Metro de Washington, administrada por la Autoridad de Tránsito del Área Metropolitana de Washington. La estación se encuentra localizada en 4200 Connecticut Avenue NW en Washington D. C.. La estación Van Ness–UDC fue inaugurada el 5 de diciembre de 1981. 

## Descripción
La estación Van Ness–UDC cuenta con 1 plataforma central. La estación también cuenta con 9 espacios para bicicletas con 8 casilleros.

## Conexiones
La estación cuenta con las siguientes conexiones de autobuses: 
- Rutas del MetroBus